# Emperatriz Dou (de Wen)
Emperatriz Dou (muerta en 135 a. C.), formalmente Emperatriz Xiaowen (孝文皇后), fue una emperatriz china de la Dinastía Han que tuvo gran influencia durante los reinados de su marido el emperador Wen y su hijo el emperador Jing con su adhesión a la filosofía taoísta; fue el apoyo principal de la escuela Huang-Lao. Ella por tanto contribuyó fuertemente a la llamada Regla de Wen y Jing, generalmente considerada uno de las épocas doradas de la historia china.

## Primeros años
La emperatriz Dou nació en una familia de la comandancia de Qinghe (清河). Tenía dos hermanos, Dou Zhangjun (竇長君) y Dou Guangguo (竇廣國) o Shaojun (少君, probablemente nombre de cortesía). Siendo muy joven, fue convocada a palacio para ser dama de compañía en la corte del emperador Hui. No volvería a ver a sus hermanos otra vez por largo tiempo.
En una ocasión, la abuela del emperador Hui, la emperatriz viuda Lü quiso dar algunas de sus damas de compañía a los príncipes imperiales como regalos. La señora Dou fue una de las damas escogidas. Dado que su casa era parte del principado de Zhao (en el moderno centro y sur de Hebei), pidió que el eunuco a cargo la enviara a Zhao. Este estuvo de acuerdo, pero luego lo olvidó y la envió al principado de Dai (en el moderno norte de Shanxi y noroeste de Hebei), entonces considerada una región desolada. Cuando se enteró, lloró y no quiso ir, pero no tenía otra opción.
Sin embargo, la equivocación del eunuco resultaría ser afortunada para la Señora Dou. Se convirtió en la favorita de Liu Heng, el príncipe de Dai, y le dio una hija Liu Piao, y dos hijos, Liu Qi y Liu Wu.

## Emperatriz del Emperador Wen

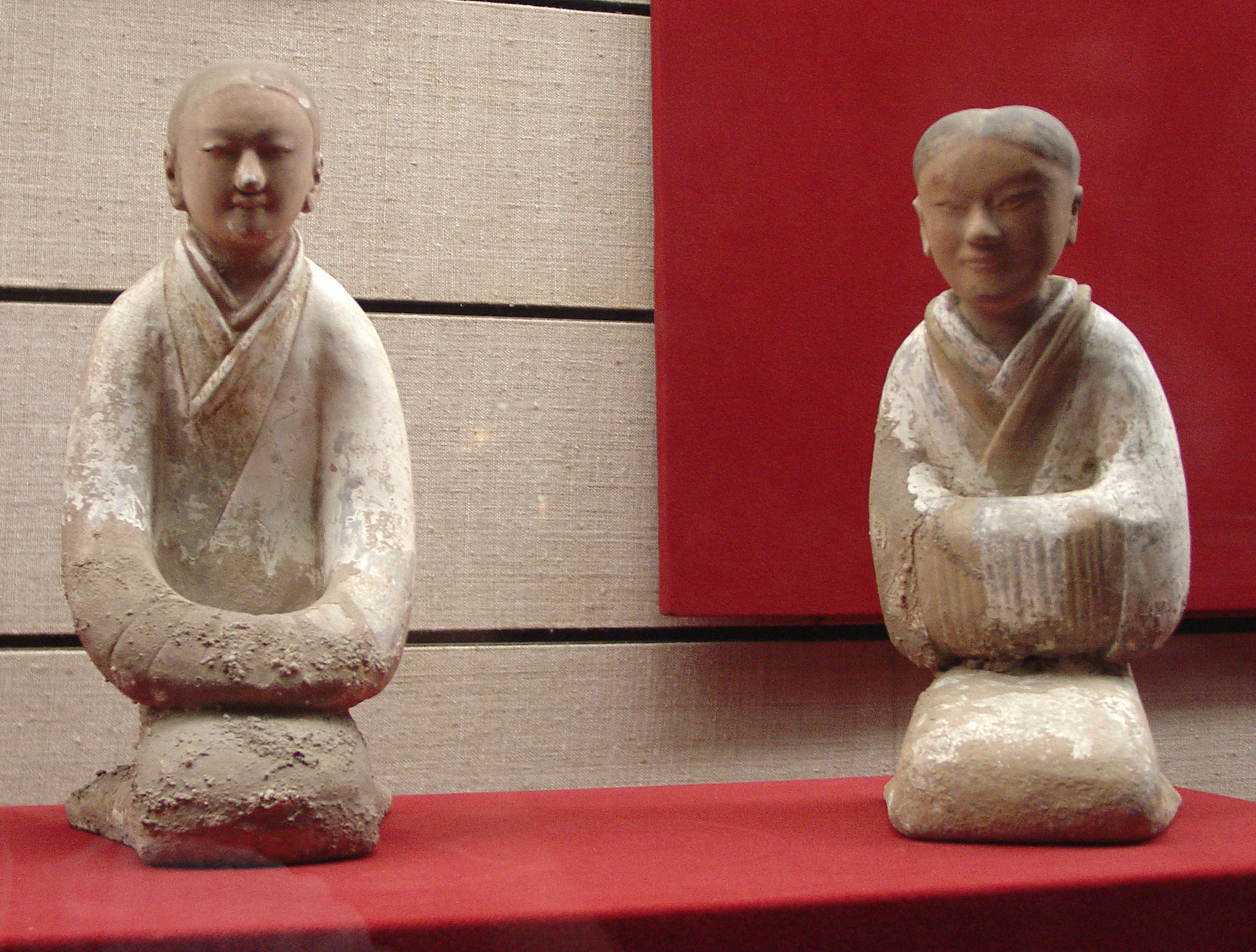
Damas de compañía, cerámicas de la tumba de la Emperatriz Dou (f. 135 a.C.), Dinastía Han Occidental, Museo de Historia de Shaanxi, Xi'un.

Cuando el Príncipe Heng se convirtió en emperador a raíz del disturbio del clan Lü, la entonces Consorte Dou, como madre de su hijo mayor el Príncipe Qi, fue nombrada emperatriz en 179 a. C. El príncipe Qi fue nombrado príncipe heredero.
Una de las primeras cosas que llevó a cabo entonces fue buscar a sus hermanos. Encontrar a Zhangjun no fue difícil. Pero la búsqueda de Guangguo resultó difícil y Guangguo mismo terminaría por encontrarla, en una de las historias más conmovedoras de la antigua China. Poco después de que ella fuera convocada como dama de compañía, con tan solo cuatro o cinco años, Guangguo fue secuestrado y vendido como esclavo. Fue vendido de casa en casa más de diez veces. Finalmente, fue vendido a una casa en la capital, Chang'an. Allí, oyó la noticia de que la nueva emperatriz era de Qinghe y se llamaba Dou. Por tanto escribió una carta al palacio imperial, identificándose, y recordando como prueba un incidente de cuando eran niños, cuando treparon juntos a un árbol de morera para recoger sus hojas, y él se cayó. La emperatriz Dou le convocó y le interrogó más para constatar que era de verdad su hermano menor. Entonces él le relató su separación:
Cuando mi hermana estaba a punto de ser convocada al oeste a Chang'an, nos despedimos en la estación del mensajero imperial. Me bañó y me alimentó por última vez antes de irse.
La emperatriz Dou inmediatamente lo abrazó y lloró, y todas sus damas de compañía y eunucos, al ver la conmovedora escena, también lloraron. Luego dio a sus hermanos mucha riqueza y les construyó mansiones en Chang'an. A sugerencia de los oficiales que habían derrocado al clan Lü y temían que esto se repitiera, a los hermanos Dou les fueron dados compañeros de humildad y virtud para tratar de influirles positivamente, y ellos mismos se volvieron humildes y virtuosos.
Ya al inicio del reinado de su marido como emperador, o incluso mientras era todavía el Príncipe de Dai, la emperatriz Dou se volvió una ferviente seguidora de la doctrina taoísta, como se plasma en el libro de Lao tse y las escrituras legendarias atribuidas al Emperador Amarillo: la idea de favorecer la inacción frente a la acción, la no interferencia con los demás y la naturaleza, y la frugalidad en la vida. Ordenó que sus hijos (incluyendo el Príncipe Qi), nietos, y los miembros del clan Dou estudiaran estos escritos. Evidentemente, no podía ordenar a su esposo Wen, el emperador, que lo hiciera también, pero así este estuvo fuertemente influenciado por las ideas taoístas durante su reinado.

## Emperatriz viuda
Tras la muerte del emperador Wen en 157 a. C., el príncipe Qi subió al trono como Emperador Jing, y la emperatriz Dou se convirtió en emperatriz viuda. Fue fuertemente influido por su madre en filosofía y política, y en gran parte continuó las políticas moderadas de su padre. También convirtió a su tío Guangguo y a su primo Dou Pengzu (竇彭祖, hijo de Zhangjun) en marqueses. Una preocupación importante para la Emperatriz Dou era el bienestar de su hijo menor, Liu Wu, que entonces fue creado Príncipe de Liang, y el emperador, a su sugerencia, consideró seriamente el nombrarle príncipe heredero en lugar de uno de sus propios hijos, aunque finalmente no lo hizo. De todas formas, el principado de Liang, debido a los favores imperiales y su ubicación en unas tierras muy fértiles, se volvió extremadamente rico.
Se desconoce si la emperatriz viuda Dou favoreció las políticas del emperador Jing de reducir el tamaño de los principados, que finalmente condujo a la Rebelión de los Siete Estados en 154 a. C. Durante aquella rebelión, sin embargo, su corazón se desgarró cuando el principado de Liang fue atacado por los príncipes rebeldes. Quería que Zhou Yafu, el comandante de las fuerzas imperiales, se retirara de Liang tan pronto como fuera posible, pero Zhou correctamente concluyó que la mejor estrategia era eludir Liang y cortar las líneas de abastecimiento primero. La estrategia de Zhou le llevó a la victoria, pero también le ganaría la enemistad del príncipe Liu Wu y la emperatriz viuda Dou. Probablemente se alegró cuando Zhou, entonces bajo arresto bajo falsos cargos de traición, se suicidó en 143 a. C.
La preocupación de la emperatriz viuda Dou por el príncipe Liu Wu sería puesta a prueba de nuevo en 148 a. C. El príncipe, cuya contribución en repeler a los rebeldes durante la Rebelión de los Siete Estados le había ganado el privilegio de utilizar muchos títulos imperiales, quería ser príncipe heredero. Esto también tenía el favor de la emperatriz viuda Dou, pero se oponían los funcionarios, que creían que tal movimiento traería inestabilidad a la sucesión dinástica. Cuando el príncipe Liu Wu pidió permiso para construir una carretera directamente desde su capital Suiyang (睢陽, la moderna Shangqiu, Henan) a Chang'an, los mismos funcionarios, temiendo que la carretera podría ser utilizada para propósitos militares si Liang se rebelaba, se opusieron a ello. El príncipe ordenó que fueran asesinados. El emperador Jing se enfureció y envió muchos investigadores a Liang para rastrear a los conspiradores, y el príncipe finalmente se rindió a ellos. El emperador Jing estaba muy disgustado. El príncipe Liu Wu, a fin de mostrar contrición para recuperar el favor de su hermano, ideó un plan y lo llevó a cabo. En su próxima visita oficial a la capital, cuando llegó al paso Hangu, eludió a su séquito así como al séquito imperial que había sido enviado para darle la bienvenida, y en su lugar tomó un camino lateral a Chang'an, a la casa de su hermana Liu Piao. Cuando el séquito imperial no pudo localizar al príncipe Liu Wu, ambos, tanto el Emperador Jing como la Emperatriz viuda Dou se afligieron mucho, y ella le acusó de haber ordenado su muerte. Entonces el príncipe apareció ante el palacio imperial, semidesnudo, y con una tabla de cortar a su espalda, como un criminal listo para ser ejecutado. Tanto el emperador Jing como la emperatriz viuda Dou se conmovieron mucho, y el emperador le perdonó de inmediato. Sin embargo, ya no le consideró un heredero potencial. Cuando el príncipe Liu Wu murió en 144 a. C., la emperatriz viuda Dou le lloró amargamente y no pudo ser consolada fácilmente hasta que el emperador Jing nombró príncipes a los cinco hijos de Liu Wu.
Cuando el nieto de la emperatriz viuda Liu Rong, príncipe de Linjiang (y anterior príncipe heredero), fue encarcelado en 148 a. C. por invadir los terrenos del templo del Emperador Wen mientras construía muros de su propio palacio, se desconoce si la emperatriz viuda trató de interceder a su favor. Sin embargo, después de que fuera finalmente forzado al suicidio, se entristeció, y finalmente ordenó, en contra de los deseos del Emperador Jing, que el alto funcionario que obligó al príncipe Rong al suicidio, Zhi Du (郅都), fuera ejecutado por un delito menor.

## Magnífica Emperatriz Viuda

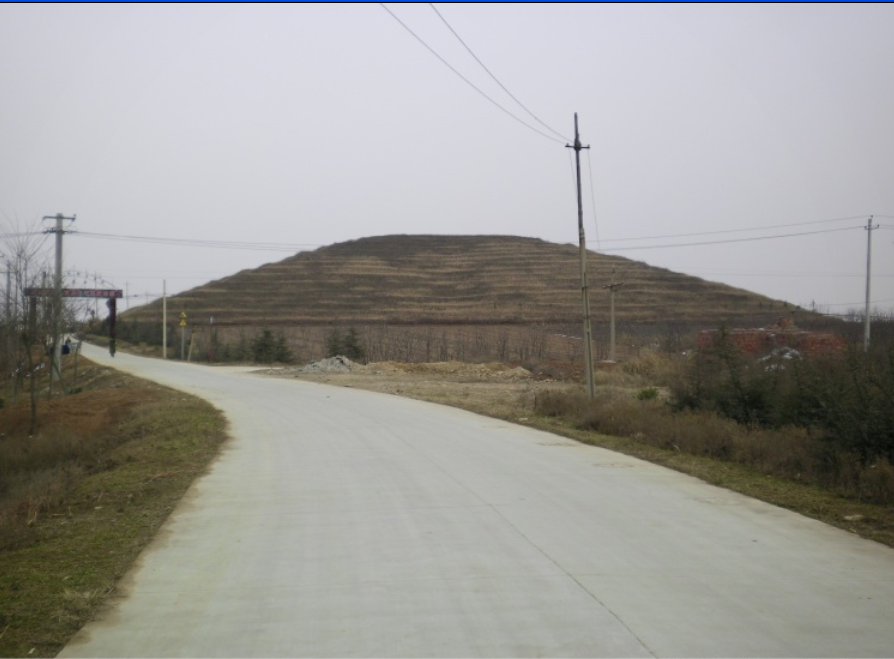
Tumba de la Emperatriz Dou en Xi'an, Shaanxi.

Cuando el Emperador Jing murió en 141 a. C., la Emperatriz Viuda Dou se convirtió en Magnífica Emperatriz Viuda bajo su nieto, el nuevo Emperador Wu. Pronto, en 140 a. C., este hizo del Confucianismo la ideología oficial del estado, reemplazando al Taoísmo. La Magnífica Emperatriz Viuda intentó resistirse, pues despreciaba a los confucianos. En 139 a. C., como respuesta, los funcionarios confucianos Zhao Wan (趙綰) y Wang Zang (王臧) aconsejaron al emperador que no volviera a consultar a la Magnífica Emperatriz Viuda; ella les hizo investigar y juzgar por corrupción, y ellos se suicidaron. Aunque con la subida al trono del Emperador Wu hubo un cambio oficial de ideología, las políticas se mantuvieron al principio en la línea de las de los emperadores Wen y Jing. Esto solo cambiaría después de la  muerte de la Magnífica Emperatriz Viuda en 135 a. C. Fue enterrada con su marido el Emperador Wen. En su testamento, dejó todas sus posesiones a su hija, la princesa Liu Piao.

## Impacto en la historia china
La Emperatriz Dou fue una de las primeras mujeres políticamente influyentes de la historia china. A diferencia de su predecesora la emperatriz Lü, a pesar de su comportamiento nepotista, fue en gran parte recordada de manera positiva, por su impacto en su marido e hijo, considerado beneficioso para el pueblo.

## En la ficción
- Es interpretada por Ruby Lin en la serie televisiva china de 2011 Beauty's Rival in Palace.
- Es interpretada por Sally Chen en la serie televisiva china de 2014 The Virtuous Queen of Han.